# Gilchrist Stuart
Pour les articles homonymes, voir Gilchrist et Stuart.
Gilchrist Stuart (nom de scène de Derek Grist), né le 19 janvier 1919 à Londres (Angleterre) et mort le 8 juin 1977 à Los Angeles (quartier d'Hollywood, Californie), est un acteur anglais (parfois crédité Gil Stuart).

## Biographie
Installé aux États-Unis, Gilchrist Stuart y contribue comme second rôle (souvent non crédité) à trente-deux films américains, les deux premiers sortis en 1941 (dont Un Yankee dans la RAF d'Henry King, avec Tyrone Power et Betty Grable). Son dernier film est Requiem pour des gangsters de Robert Culp (1972, avec Bill Cosby et Robert Culp).
Entretemps, mentionnons La Femme modèle de Vincente Minnelli (1957, avec Gregory Peck et Lauren Bacall) et La Mélodie du bonheur de Robert Wise (1965, où il est Franz, le majordome du capitaine Georg von Trapp personnifié par Christopher Plummer, aux côtés de Julie Andrews).
À la télévision américaine, il apparaît dans quarante-cinq séries à partir de 1952, dont Climax! (deux épisodes, 1955-1958),Suspicion (deux épisodes, 1963-1965) et Les Mystères de l'Ouest (un épisode, 1968). Sa dernière série est Serpico (un épisode, 1976).
S'ajoutent six téléfilms, le premier diffusé en 1968, les deux derniers en 1977, année de sa mort prématurée d'un cancer, à 58 ans.

## Filmographie partielle

### Cinéma
- 1941 : Un Yankee dans la RAF (A Yank in the R.A.F.) d'Henry King : Wales
- 1947 : Ambre (Forever Amber) d'Otto Preminger : un cavalier
- 1948 : Les Géants du ciel (Fighter Squadron) de Raoul Walsh : le photographe anglais
- 1949 : La Bataille des sables (Sword in the Desert) de George Sherman
- 1950 : Planqué malgré lui (When Willie Comes Marching Home) de John Ford : un lieutenant britannique
- 1952 : Les Rois du rodéo (Bronco Buster) de Budd Boetticher : McDermott
- 1952 : Les Bagnards de Botany Bay (Botany Bay) de John Farrow : un marin
- 1953 : Les Rats du désert (The Desert Rats) de Robert Wise : un capitaine
- 1953 : À l'est de Sumatra (East of Sumatra) de Budd Boetticher : M. Vickers
- 1953 : Capitaine King (King of the Khyber Rifles) d'Henry King : l'officier de semaine
- 1955 : Le Renard des océans (The Sea Chase) de John Farrow : un pêcheur
- 1955 : Duel d'espions (The Scarlet Coat) de John Sturges : un officier
- 1955 : Le Voleur du Roi (The King's Thief) de Robert Z. Leonard et Hugo Fregonese : un employé
- 1957 : La Femme modèle (Designing Woman) de Vincente Minnelli : M. Orvac
- 1957 : Les Girls (titre original) de George Cukor : le photographe anglais
- 1960 : Le Monde perdu (The Lost World) d'Irwin Allen : un journaliste
- 1965 : Morituri de Bernhard Wicki : un anglais
- 1965 : La Mélodie du bonheur (The Sound of Music) de Robert Wise : Franz
- 1966 : Le Hold-up du siècle (Assault on a Queen) de Jack Donohue : le premier officier
- 1967 : L'Extravagant Docteur Dolittle (Doctor Dolittle) de Richard Fleischer : le vicaire
- 1969 : Cramponne-toi Jerry (Hook, Line and Sinner) de George Marshall : le gérant de nuit
- 1969 : Justine de George Cukor : un officier britannique
- 1970 : Ya, ya, mon général ! (Which Way to the Front?) de Jerry Lewis : M. Firestone
- 1971 : Le Mystère Andromède (The Andromeda Strain) de Robert Wise : un homme
- 1972 : Requiem pour des gangsters (Hickey & Boggs) de Robert Culp : Farrow

### Télévision

#### Séries
- 1955-1958 : Climax!
  - Saison 1, épisode 34 Dr. Jekyll and Mr. Hyde (1955) : le policier
  - Saison 4, épisode 32 Volcano Seat, the #2 (1958) de David Swift : le lieutenant Kimberly
- 1956 : Cheyenne, saison 2, épisode 1 The Dark Rider de Richard L. Bare : Duke Arthur Thurston-Wells
- 1959 : One Step Beyond, saison 1, épisode 2 La Nuit du 14 avril (Night of April 14th) de John Newland :  l'officier en second
- 1960 : Maverick, saison 4, épisode 12 Kiz de Robert Douglas : un joueur de poker
- 1961 : Thriller, saison 1, épisode 20 La Fourche et le Crochet (Hay-Fork and Bill-Hook : le deuxième soldat) d'Herschel Daugherty et épisode 25 Le Trio de la terreur (Trio for Terror : le garde du train) d'Ida Lupino
- 1961-1962 : 77 Sunset Strip
  - Saison 3, épisode 31 The Common Denominator (1961) : Wilford Langford
  - Saison 4, épisode 16 The Down Under Caped (1962 : le policier) de Michael O'Herlihy et épisode 26 Baker Street Caper (1962 : Albert) de Robert Douglas
  - Saison 5, épisode 10 Adventure in San Dede (1962) de Leslie H. Martinson : l'employé
- 1963 : Combat ! (Combat!), saison 1, épisode 15 Just for the Record de László Benedek : le major Curruthers
- 1963 : Perry Mason, saison 7, épisode 8 The Case of the Floating Stones de Don Weis : l'inspecteur Mac Ritchie
- 1963-1965 : Suspicion (The Alfred Hitchcock Hour)
  - Saison 2, épisode 2 Un charme irrésistible (A Nice Touch, 1963) de Joseph Pevney : l'acteur
  - Saison 3, épisode 18 The Trap (1965 : le majordome) de John Brahm et épisode 26 The Monkey's Paw – A Retelling (1965 : le britannique) de Robert Stevens
- 1964 : L'Homme à la Rolls (Burke's Law)
  - Saison 1, épisode 28 Who Killed Annie Foran? de Lewis Allen : le majordome
  - Saison 2, épisode 14 Who Killed the Swinger on a Hook? de Lewis Allen : Grosvenor
- 1967 : Annie, agent très spécial (The Girl from U.N.C.L.E.), saison unique, épisode 19 La Poupée bulgare (The Drublegratz Affair) de Mitchell Leisen : le garde du palace
- 1967 : Mission impossible (Mission: Impossible), saison 1, épisode 19 Le Diamant (The Diamond) de Robert Douglas : un homme
- 1967 : Les Envahisseurs (The Invaders)
  - Saison 1, épisode 12 Trahison (The Betrayed) de John Meredyth Lucas : un serveur
  - Saison 2, épisode 10 Conférence au sommet, 2e partie (Summit Meeting, Part II) de Don Medford : un journaliste
- 1967 : Des agents très spéciaux (The Man from U.N.C.L.E.), saison 4, épisode 14 Le Défaut de la cuirasse (The Deep Six Affair) : le capitaine du sous-marin
- 1968 : Les Mystères de l'Ouest (The Wild Wild West), saison 4, épisode 1 La Nuit du kinétoscope (The Night of the Big Blackmail) d'Irving J. Moore : Gruber
- 1969 : Madame et son fantôme (The Ghost and Mrs. Muir), saison 2, épisode 11 The Spirit of the Law de John Erman : Abbott
- 1969 : Mannix, saison 2, épisode 15 Seuls les géants (Only Giants Can Play) : Charlie
- 1971 : Ma sorcière bien-aimée (Bewitched), saison 8, épisode 2 Comment ne pas se faire décapiter par Henri VIII, 2e partie (How Not to Lose Your Head to Henry VIII, Part II) de William Asher : le courtier
- 1976 : Serpico, saison unique, épisode 5 Chacun doit payer ses dettes (Every Man Must Pay His Dues) de Robert Michael Lewis : le maître d'hôtel

#### Téléfilms
- 1968 : Elizabeth the Queen de George Schaefer : le physicien
- 1973 : Les Lettres (The Letters) de Paul Krasny et Gene Nelson, segment The Parkingtons : Michael
- 1975 : Le Rêve brisé (The Dream Makers) de Boris Sagal : le tailleur
- 1976 : L'Affaire Lindbergh (The Lindbergh Kidnapping Case) de Buzz Kulik : Whately
- 1977 : A Killing Affair de Richard C. Sarafian : Vincent
- 1977 : Cellule des condamnés (Kill Me If You Can) de Buzz Kulik : le journaliste anglais